# Постсекуляризм

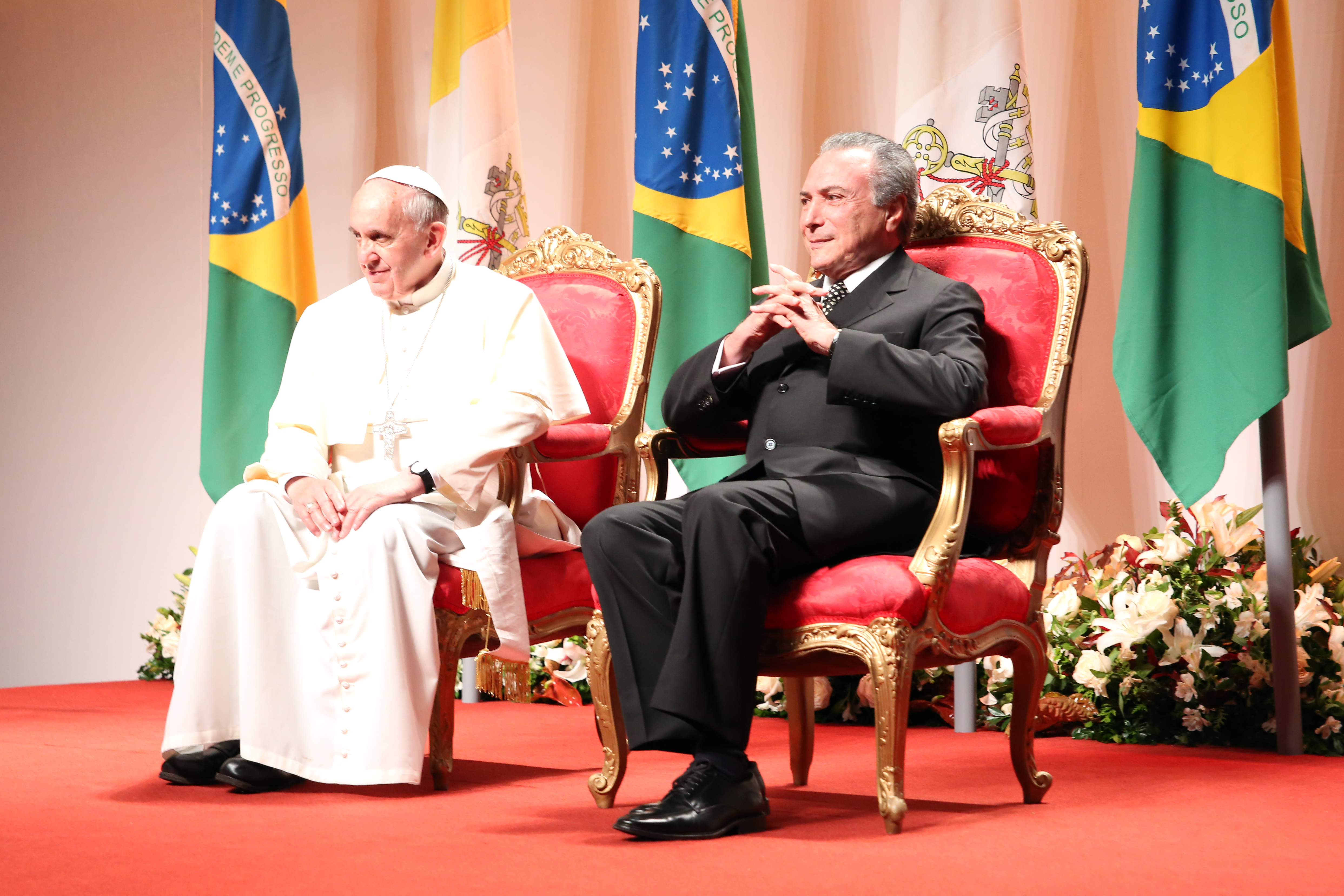
Папа Римський Франциск на зустрічі з бразильським політиком Мішелем Тернером, 2013 р.

Постсекуляри́зм — збірна назва наукових теорій, які стверджують про суттєвий вплив релігійних вірувань і практик в сучасному суспільстві, необхідність конструктивної взаємодії між релігійною та світською сферами життя. Протилежний секуляризму як системі поглядів, які стверджують про необхідність невтручання релігії в політику, науку, особисте життя і т. д. Виник у середовищі американських і німецьких теологів у середині XX ст. Постсекуляризм поширився передусім у соціології, політології, релігієзнавстві, мистецтвознавстві, літературознавстві й педагогіці. Також постсекуляризмом називається стан суспільства епохи постмодерну, за якого існує зв'язок світської та релігійної сфер.

## Характеристики постсекулярного суспільства

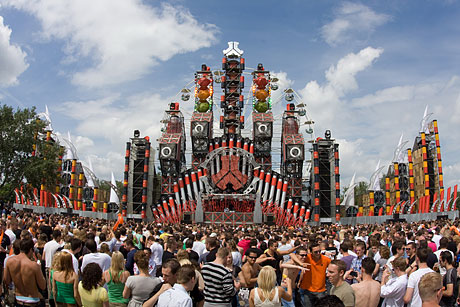
Світські заходи часом мають риси релігійних. Фестиваль «Defqon», 2010 р.

Філософія секуляризму стверджує, що існування надприродних сил принципово неможливо довести — якщо ці сили й існують, то вони недоступні вивченню. В такому разі суспільство не потребує релігії для пізнавальної та соціально-практичної діяльності, в яких може цілком спиратися на науку. Релігія постає індивідуальною справою, що не повинна втручатися в політику, освіту тощо, і вони зі свого боку також. Постсекуляризм же дотримується думки, що організована релігійна активність в якій-небудь формі необхідна для здорового функціонування суспільства, що світська та релігійна сфери повинні взаємодіяти.
Постсекуляризм може розумітися як етап розвитку Західної культури і вимір світогляду постмодерного суспільства. Згідно з Юргеном Габермасом, постсекуляризм настає в суспільствах, які пройшли стадію секуляризації модерного зразка. Постсекулярне суспільство не заперечує розділення світської сфери з релігійною, але допускає їх взаємопроникнення. Світська влада через релігію отримує глибший контроль над громадянами, а релігійні організації отримують змогу впливати на світську владу. В той же час у деяких аспектах секуляризація сильнішає. Так, дедалі ширше державне визнання одностатевих шлюбів конфліктує з релігійними принципами, зокрема ісламу та християнства.
Мас-медіа слугують ефективним транслятором текстів або проповідей традиційних релігій, висвітлюють релігійні дійства. Твори масової культури, такі як кінофільми, широко послуговуються образами й сюжетами, взятими зі світових релігій, завойовують увагу аудиторії, звертаючись до загальновідомих відомостей, укорінених у культурі. Біблійні алюзії одні з найпомітніших, особливо алюзії на Спасителя та Сатану, що прослідковуються в таких творах, як «Хроніки Нарнії», «Матриця», «Шалений Макс» в супергероїчній фантастиці, де аналогом Христа постає, наприклад, Супермен. Примітно, що в сучасній культурі в ролі Спасителя доволі часто може поставати жінка, що не властиво традиційним культурам. Так, Спасителькою є Еллен Ріплі з франшизи про Чужого.
Суспільство крім того регулярно породжує практики, що не бувши релігійними за походженням, стають аналогами релігійних. Це стосується передусім виникнення світської сакральності. Так, твори сучасного мистецтва продовжують набувати статусу священних, зосереджувати людей навколо себе, подібно до релігійних святинь. Крім того, мистецтво послуговується деякими релігійними термінами на кшталт «аура». Музеї чи виставкові зали постають сучасними аналогами храмів з відповідною специфічною поведінкою, котрої повинні дотримуватися відвідувачі. Скандальні перформанси створюють аналоги релігійного юродства. Кінематограф і мас-медіа взагалі часто замінюють відвідання релігійних дійств своєрідними світськими містеріями, коли в сеансах сприймання художніх образів люди отримують в наочних формах абстрактні ідеї. Релігійні образи можуть слугувати прообразами для моди. Наприклад, в деяких західних колекціях одягу інтерпретується канонічний вигляд святих, Богородиці, янголів, демонів, священнослужителів; самі твори релігійного мистецтва використовуються в оформленні одягу й аксесуарів.
Чарльз Тайлор писав, що релігія втрачає зв'язок з національною політичною ідентичністю та дедалі фрагментується. Світські інститути тепер дозволяють свободу віросповідання, що робить вплив релігії навіть сильнішим, ніж раніше, адже кожна людина може обрати ту релігію, що задовільняє її потреби. За постсекулярного стану суспільства релігія стає індивідуальною, тому трансформує суспільство з його мікрорівня, виробляючи спершу стратегії поведінки окремих осіб, які потім зумовлюють об'єднання людей за релігійними поглядами. Постсекулярна релігія не така чітка, як релігія епохи модерну й раніших епох. На базі традиційних релігій виникають релігійні субкультури, що приймають вірування інших релігій, допускають широке трактування догматів. Релігія стає більше засобом самоідентифікації, ніж базисом для норм поведінки. Цьому сприяє легкий доступ до інформації, зокрема через інтернет. Деякі дослідники стверджують, що релігія здатна подолати індивідуалізм західного зразка, стати об'єднавчим фактором для протистояння расизму чи іншим формам дискримінації.
Освіта в сучасних демократичних державах здебільшого заперечує релігійну складову, за винятком надання поверхневих знань про світові релігії та їхній вплив на історію й культуру. Це часто призводить до того, що молоді люди не забезпечені інформацією про релігії достатньою мірою, щоб розуміти й критично оцінювати пов'язані з ними дилеми та конфлікти. В європейському контексті ісламофобія зумовила загострення проблеми ставлення до учнів, які належать до релігійних меншин. Так, вимоги не демонструвати належності до тієї чи іншої релігії своїм виглядом (наприклад, носіння хіджабу) кидають виклик принципу рівності здобувачів освіти. З огляду на це висловлюються думки, що релігієзнавство повинне викладатися в школах на рівні з іншими предметами.

## Історія

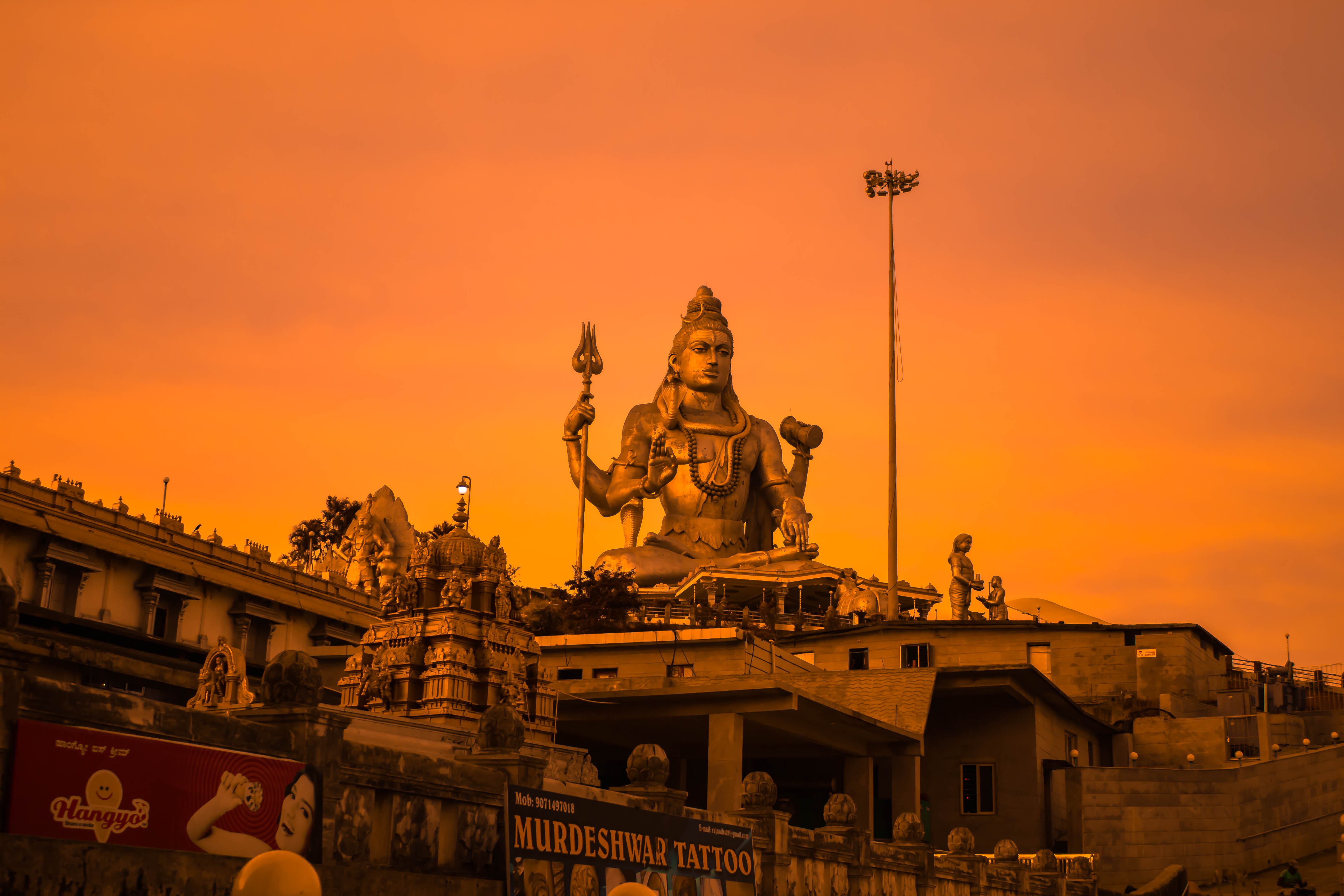
Статуя бога Шіви над буденним міським кварталом у Мурдешварі, Індія

Початком панування секуляризму в європейській культурі епохи модерну переважно вважається твердження про «смерть Бога» в «Веселій науці» Фрідріха Ніцше. В теології секуляризм утвердився в 60-х роках ХХ століття, коли американські теологи Габріель Ваханян, Гарві Кокс, Шуберт Огден, Томас Альтицер, Віктор Гамільтон, Пол Ван-Бюрен оголосили про програми розробки «теології безрелігійного християнства» і «теології мертвого Бога».
Ідейні витоки постсекуляризму вбачаються в працях німецького теолога Дітріха Бонхеффера 1940-х років, зібраних потім у «Листи й статті з в'язниці», де стверджувалося, що світ досягнув «повноліття», за якого ідея Бога більше не може використовуватися для компенсації недостатності знань або можливостей людини. Завдяки науково-технічному прогресу людина стала самостійною, не потребуючи більше ідеї божественного втручання для свого життя в світі. Віра в Бога повинна реалізовуватися в житті без обрядовості. Замість віри в трансцедентного, всемогутнього та непізнаваного Бога, Бонхеффер пропонував реорганізувати християнство, щоб центральне місце в ньому займав історичний Ісус Христос як «тутешній» прояв Бога, що може бути пізнаний. Американський теолог Вільям Гамільтон у 1960-і стверджував, що «смерть Бога» так само релігійна, бо ставить на місце концепції Бога концепцію Його відсутності з тими ж функціями — слугувати джерелом священного. Наприклад, таким священним постає особиста свобода.
Перше відоме вживання терміна «постсекулярне» приписується американському соціологу Ендрю Грілі в 1966 році в статті «Після секулярності: суспільство нових спільнот, постхристиянський постскриптум». Юрген Габермас вважається популяризатором цього терміна для позначення нинішнього часу, в якому ідея розділення віри та знання показали свою неспроможність і моральну невдалість, тому виникає потреба шукати новий мирний діалог і терпиме співіснування між вірою і знанням. На думку Габермаса, релігійні люди та секуляристи не повинні розглядатися як взаємовиключні, а вчитися одні в одних і терпимо співіснувати. За твердженням Массімо Розаті, в постсекулярному суспільстві релігійні та світські перспективи перебувають на рівних підставах, а це означає, що теоретично вони мають рівне значення. Сучасні суспільства, які до недавнього часу вважали себе повністю світськими, повинні відповідним чином змінити свої системи цінностей, щоб належно пристосуватися до такого співіснування.
На погляд американського філософа Джона Капуто, викладений у книзі «Про релігію» (2001), постсекуляризм належить розглядати не як кінець секуляризму, а як його модифікацію, за якої не релігія повинна змінюватися під впливом нерелігійних людей, а нерелігійні люди повинні навчитися уживатися з незручними їм поглядами. Хосе Казанова пізніше підкреслював, що суть постсекуляризму полягає не в поверненні досекулярного стану; постсекулярний стан полягає в запереченні думки, що релігія дораціональна, а секуляризм раціональний.
Думка про хибність ігнорування релігійних поглядів громадян особливо набула популярності після терактів 11 вересня 2001 року та висвітлення теми ісламізації Європи. Австрійський і американський соціолог та теолог Пітер Бергер критикував термін «постсекуляризм» на підставі того, що він передбачає заміну з часом секуляризму постсекуляризмом. Проте релігія, на думку Бергера, ніколи й ніде не втрачала свого впливу цілком. Американський соціолог релігії Родні Старк вказував, що індивідуальна релігійність не тільки лишається високою, а в США за останні 150 років (станом на 2005 рік) навіть зросла. Також важлива проблема дослідження постсекуляризму полягає в тому, що він часто розглядається як протистояння християнства й атеїзму, проте постсекуляризм глобальний. Розі Брайдотті в статті «Незважаючи на часи: постсекулярний поворот у фемінізмі» (2008) запропонувала, що постсекуляризм може слугувати основою для лібералізму та фемінізму.
Назву «постсекуляризм» отримала також релігійність, наявна в деяких постмодерних художніх творах, зокрема Томаса Пінчона, Тоні Моррісон і Луїз Ердріч.